# Ruth Mason
Ruth Mason (* 7. November 1913 in Auckland, Neuseeland; † 14. Mai 1990 in Christchurch, Neuseeland) war eine neuseeländische Botanikerin. Sie forschte 35 Jahre lang am Department of Scientific and Industrial Research (Neuseeland) (DSIR), wo sie sich mit der Erforschung von Wasserpflanzen beschäftigte, neue Techniken zur Pflanzenkonservierung entwickelte und über 13.000 Pflanzenproben sammelte.

## Leben und Werk

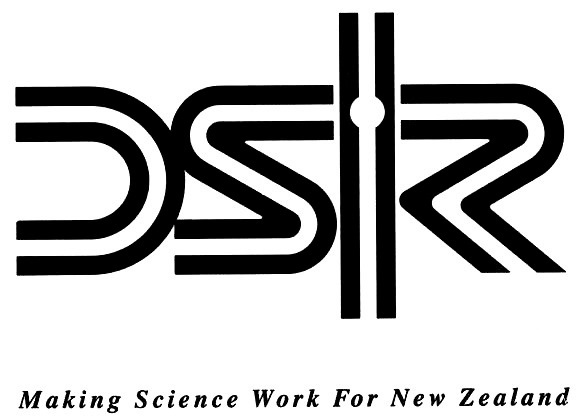
Logo des New Zealand Department of Scientific and Industrial Research (DSIR)

Mason war das älteste von vier Kindern von Dulcia Martina Rockell und ihrem Ehemann, dem Anwalt Henry Greathead Rex Mason, der später Labour-Kabinettsminister wurde. Sie lebte bis 1923 in Pukekohe und zog dann mit ihrer Familie nach Epsom. Sie besuchte das St. Cuthbert’s College und studierte ab 1930 am Auckland University College. Sie erhielt hier 1934 ihren Bachelor-of-Arts-Abschluss, 1937 ihren Bachelor of Science und 1938 ihren Master of Science in Botanik.

## Forschung am New Zealand Department of Scientific and Industrial Research (DSIR)
Nachdem sie ein Jahr am Auckland Teacher Training College verbracht hatte, nahm sie 1939 eine Stelle als stellvertretende Botanikerin in der Botanikabteilung des DSIR in Wellington an. Ihre erste wissenschaftliche Aufgabe bestand darin, unter der Aufsicht von Lucy Moore ein Samenherbarium einzurichten. Sie beschäftigte sich mit der Erforschung des Darminhalts von Tieren und lieferte wichtige Daten über die Nahrungspräferenzen von Tierschädlingen, einschließlich des Opossums.
Neben der Arbeit mit Saatgut war sie im Rahmen eines Kriegsprojektes an einer Studie zur Faserqualität von Flachsfaser beteiligt, der auf verschiedenen Bodentypen im Distrikt Geraldine (South Canterbury) angebaut wurde. Ihre Arbeit konzentrierte sich rund um die Flachsfaser-Versuchsfabrik in Washdyke und eine Zeit lang lebte sie in Timaru und arbeitete mit dem Geologen James Raeside zusammen, der für die Bodenuntersuchungen verantwortlich war. In ihrer Freizeit begann sie, die Botanik des umliegenden Bereiches, einschließlich der Washdyke Lagoon, der Taxonomie, Systematik und Ökologie von Wasserpflanzen zu erkunden und als Erweiterung ihrer Saatforschung untersuchte sie die Nahrungspräferenzen von Wasservögeln, Opossums und Hirschen.
Bereits 1940 hatte sie Samen identifiziert, die von dem ausgestorbenen Dinornis aus Pyramid Valley in North Canterbury stammten. Sie untersuchte den Mageninhalt von im Ōrongorongo Valley gefangenen Opossums und den Mageninhalt von Wallabys, Hirschen, Wachteln und Chukors. Die Erfahrung mit Samen und Pflanzenfragmenten bot ihr die Gelegenheit, 1949 an der Fiordland-Expedition teilzunehmen, bei der sie die Nahrungsvorlieben von Wapitis untersuchte.

## Erforschung von Wasserpflanzen
Aus dieser Arbeit entwickelte sich ihr Interesse an Wasserpflanzen, für das sie vor allem bekannt war und für die sie sich einen internationalen Ruf erwarb. 1949 begann sie eine Reihe von Reisen, die sich über einen Zeitraum von etwa zwanzig Jahren erstreckten und sie in die meisten Teile des neuseeländischen Festlandes führten. Bei vielen Reisen handelte es sich um Expeditionen mit einer Dauer von bis zu sechs Wochen, oft in abgelegenen Gebieten ohne ausgebaute Straßen.

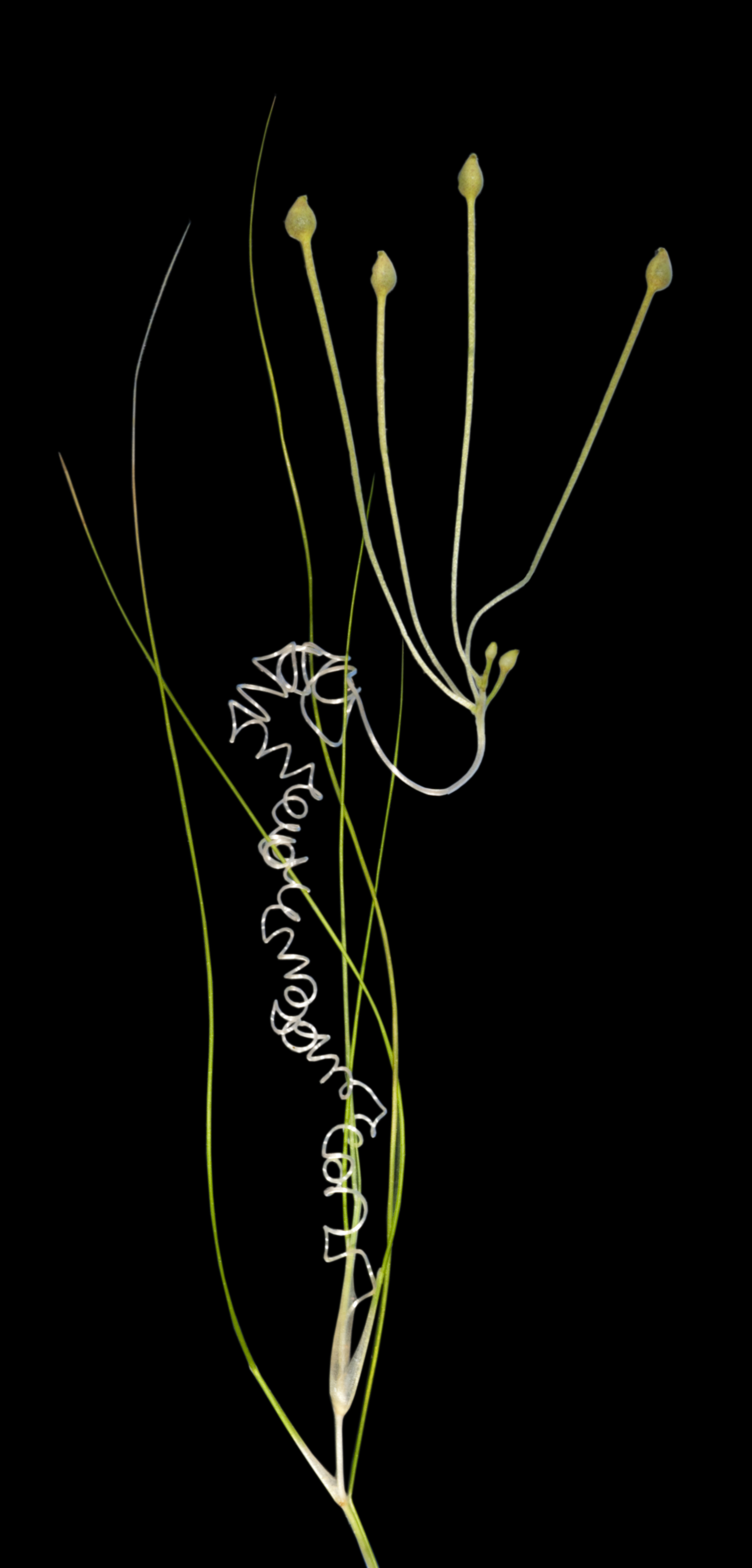
Ruppia polycarpa ist eine Unterwasserkrautart, die erstmals 1967 von Ruth Mason beschrieben wurde

Der Hauptzweck ihrer Expeditionen bestand darin Proben zu sammeln. Es war notwendig, Techniken zu entwickeln, die es ihr ermöglichten, große Sammlungen so zu handhaben und zu trocknen, dass sie in gutem Zustand an das Hauptquartier zurückgeschickt werden konnten. Sie entwickelte verschiedene Methoden, einschließlich der Verwendung von Fungiziden und vor allem der Verwendung von Filzplatten, um die Feuchtigkeit aus den trocknenden Proben zu absorbieren, und von gewellten Aluminiumplatten, um den Luftdurchtritt über die Fasern zu ermöglichen und so die Verdunstung zu verbessern. Damals war das Autodesign so konzipiert, dass eine große Pflanzenpresse an der vorderen Stoßstange eines Autos befestigt werden konnte, damit die Proben während der Fahrt tagsüber trocknen konnten. 1949 verzeichnete Mason als erste die Wasserlinse Wolffia, eine Wasserpflanze und eine der kleinsten Blütenpflanzen der Welt. Ihre dokumentierten Exemplare waren für die Autoren der Reihe Flora of New Zealand von großem Wert und wichtig für das Verständnis der Taxonomie, Ökologie und Verbreitung der Wasserpflanzen im In- und Ausland.

## Weitere Aktivitäten
Aus Masons Aufzeichnungen geht hervor, dass sie etwa 13.500 Exemplare gesammelt hat, darunter einige aus Queensland und New South Wales (1955), Nepal (1972) und Tasmanien (1977). Sie war nie dienstlich im Ausland und so waren die Exemplare aus Nepal und Tasmanien das Ergebnis privater Reisen.
Nachdem sie 1974 in den Ruhestand getreten war, ermutigte sie der Botaniker Richard Dawson Wood aus Rhode Island ihre Studien fortzusetzen. Die Eheleute Wood waren von 1975 bis 1976 einige Monate lang zu Gast in Christchurch. Mason arbeitet mit Wood und seiner Frau in der Botanikabteilung zusammen und 1977 veröffentlichten sie ihre Ergebnisse. Mason interessierte sich viele Jahre lang auch für die Gattung Nertera (Rubiaceae) und die letzte große Studie in ihrem Ruhestand war eine Überarbeitung dieser Gattung.
Masons besonderes Interesse an der Feldbotanik verstärkte ihr Engagement für Umweltwissenschaften und Naturschutz. Sie war Gründungsmitglied der New Zealand Limnological Society und der Canterbury Botanical Society sowie der New Zealand Ecological Society, in die sie im Mai 1974, vier Monate nach ihrer offiziellen Pensionierung, zum Ehrenmitglied auf Lebenszeit gewählt wurde. In ihren späteren Lebensjahren unterstützte sie viele Gemeinschaftsorganisationen, insbesondere die UNICEF.
Sie starb 1990 im Alter von 76 Jahren in Christchurch an den Verletzungen, die sie sich zugezogen hatte, als sie auf einem Fußgängerüberweg in der Nähe ihres Hauses in Prebbleton von einem Auto angefahren wurde.
Mason benannte sieben Arten in vier verschiedenen Pflanzengattungen:  Callitriche aucklandica R.Mason, Callitriche capricorn i R.Mason, Callitriche petriei R.Mason, Coprosma talbrockiei LBMoore & R.Mason, Nertera villosa BHMacmill. & R. Mason, Ruppia megacarpa R. Mason und Ruppia polycarpa R.Mason.
Die Standard-Autorenabkürzung R. Mason wird verwendet, um Mason bei der Nennung eines botanischen Namens als Autorin anzugeben.
Ihr zu Ehren wurden mehrere Pflanzen und mindestens ein Pilz benannt:
- Colobanthus masoniae L.B.Moore, ein endemisches neuseeländisches kissenartiges Perlkraut.
- Hebe pauciramosa var. masoniae L.B.Moore, eine endemische neuseeländische Hebepflanze.
- Lilaeopsis ruthiana Affolte, eine in Neuseeland endemische Wasserblütenpflanze
- Laccaria masoniae G.Stev., eine endemische Art neuseeländischer Pilze.

## Ehrungen (Auswahl)
- 2017: 150 Women in 150 Words der Royal Society Te Apārangi[3]

## Veröffentlichungen (Auswahl)
- 1942: Damage by wind and frost. Bulletin of the Wellington Botanical Society 5: S. 9.
- 1951: mit N. T. Moar: Typha in New Zealand. Bulletin of the Wellington Botanical Society 24, S. 6–9.
- 1951: Field trip: Western Lake, Wairarapa. Bulletin of the Wellington Botanical Society 24, S. 19.
- 1958: Foods of the Australian opossum (Trichosurus vulpecula Kerr) in New Zealand indigenous forest in the Orongorongo Valley, Wellington. New Zealand journal of science 1: S. 590–613.
- 1973: On two native Ranunculi. Canterbury Botanical Society journal 6, S. 2–4.
- 1976: Lobelia anceps in Canterbury. Canterbury Botanical Society journal 9, S. 13–14.
- 1977: R. D. Wood: Characeaeof New Zealand. New Zealand journal of botany 15, S. 87–180.
- 1984: mit M. J. A.Simpson: The flora of the Canterbury dune system (New Brighton-Waipara) in the 1980's. Mauri ora 11, S. 99–111.